# Stefan Warg
Stefan Warg, född 6 februari 1990 i Stockholm, Stockholms län, är en svensk professionell ishockeyspelare. Warg har tidigare spelat för bland annat Malmö Redhawks och Örebro HK. Från och med säsongen 2021/2022 spelar Warg för Djurgården IF.

## Biografi
Warg blev draftad till Anaheim Ducks år 2008, men kom till Örebro HK säsongen 2010/2011. Efter att Djurgården IF haft en dålig säsongstart säsongen 2021/22 bestämde man att få in Stefan Warg i hopp om att han skulle förstärka och hjälpa laget upp från deras dåliga form.